# Neunkirchen am Sand
Neunkirchen am Sand là một đô thị ở Nürnberger Land bang Bayern thuộc nước Đức.